# Elena Montecchi
Elena Montecchi (Reggio Emilia, 30 settembre 1954) è una politica italiana.

## Biografia
Sia lei che la sua famiglia, antifascista e partigiana, sono originarie di Cavazzoli, una frazione di Reggio Emilia dov'è nata. Diplomata in un istituto magistrale, di professione impiegata, entra per la prima volta alla Camera  con il Partito Comunista Italiano nel maggio 1986, quando subentra al deceduto Fausto Bocchi; viene confermata a Montecitorio dopo le elezioni politiche del 1987. In seguito al scioglimento del PCI con la svolta della Bolognina di Achille Occhetto nel 1991, aderisce alla nascita del Partito Democratico della Sinistra (PDS). Con tale partito conferma il proprio seggio parlamentare anche alle elezioni del 1992 e del 1994.
Dopo la vittoria de L'Ulivo di Romano Prodi alle politiche del 1996 e il successivo incarico di formare un esecutivo presieduto da Prodi stesso, viene nominata sottosegretario di Stato al Ministero del lavoro e della previdenza sociale nel primo governo Prodi, e successivamente sottosegretario alla Presidenza del Consiglio dei ministri nel primo e secondo governo D'Alema e infine nel secondo governo Amato. Nel 1998 aderisce alla svolta di Massimo D'Alema che dal PDS porta alla nascita dei Democratici di Sinistra (DS), diventandone esponente della corrente vicina alle posizioni di D'Alema. Alle elezioni politiche del 2001 ottenne il 66,72% dei voti nel suo collegio emiliano della Camera e venne eletta per l'ultima volta in parlamento.
Terminata l'esperienza da deputata, in seguito alla nascita del secondo governo Prodi nel 2006, viene nominata dal Consiglio dei Ministri sottosegretario di Stato al Ministero dei beni e delle attività culturali, affiancando il ministro Francesco Rutelli, carica che mantiene fino alla fine dell'esecutivo nel maggio 2008. Appassionata della musica di Frank Zappa, ha scritto articoli di critica musicale su l'Unità e su www.dsonline.it.
Nel 2020, in occasione del referendum costituzionale sulla riduzione del numero dei parlamentari legato alla riforma "Fraccaro" avviata dal governo Conte I guidato dalla Lega assieme al Movimento 5 Stelle (M5S) e concluso dal governo Conte II guidato dalla coalizione M5S e Partito Democratico, si schiera per il "No", affermando che la riduzione del numero di parlamentari è una scelta opportuna solo se inserita nel cambiamento di differenziare le funzioni di Camera e Senato.